# کاکایی دم‌پرستویی
کاکایی دم‌پرستویی (نام علمی: Creagrus furcatus) نام یک گونه از تیره کاکاییان است.